# Zoo Tycoon (2013)
Zoo Tycoon is een bedrijfssimulatiespel, ontwikkeld door Frontier Developments en uitgegeven in Europa door Microsoft Studios op 22 november 2013. Het computerspel is enkel beschikbaar voor Xbox 360 en Xbox One.

## Gameplay
Het spel heeft drie verschillende modi:
- Campagnemodus: De campagnemodus is een 15 uur durende rits van missies waarbij de speler bepaalde doelen moet behalen.
- Freeform mode: In de zandbakmodus kan de speler zelf een park kiezen om op te bouwen en heeft de speler oneindig veel geld om elke dierentuin te kunnen realiseren.
- Challenge mode: In de uitdagingenmodus krijgt de speler een bepaalde uitdaging voor de kiezen. Een gemiddelde taak in de uitdagingenmodus duurt ongeveer 15 minuten.

In het spel worden communityuitdagingen gegeven. Wanneer een communityuitdaging gehaald wordt, doneert Microsoft geld aan een goed doel of park dat daarmee te maken heeft. Bijvoorbeeld: het doel is om 10.000 neushoorns uit te zetten in het spel. Wanneer dit behaald is, doneert Microsoft geld aan een fonds dat voor het behoud van de neushoorn strijd. Dit is echter alleen beschikbaar voor Xbox One.
De Xbox One-versie heeft meer dan 100 verschillende diersoorten en de mogelijkheid om foto's te maken en te delen op Xbox Live. Het spel bevat ook een multiplayermodus, waarmee tot vier spelers kunnen spelen. De Xbox 360-versie kan echter alleen singleplayer gespeeld worden en heeft maar 60 diersoorten.

## Diersoorten

### Leeuwen
- Berberleeuw (Panthera leo leo)
- Congonese leeuw (Panthera leo azandica)*
- Katangaleeuw (Panthera leo bleyenberghi)
- Oost-Afrikaanse leeuw (Panthera leo nubica)
- Perzische leeuw (Panthera leo persica)
- Transvaalse leeuw (Panthera leo krugeri)
- West-Afrikaanse leeuw (Panthera leo senegalensis)

### Tijgers
- Bengaalse tijger (Panthera tigris tigris)
- Chinese tijger (Panthera tigris corbetti)*
- Maleise tijger (Panthera tigris jacksoni)
- Noord-Indochinese tijger (Panthera tigris amoyensis)
- Siberische tijger (Panthera tigris altaica)
- Sumatraanse tijger (Panthera tigris sumatrae)*

### Beren
- Gletsjerbeer (Ursus americanus emmonsii)*
- Gobibeer (Ursus arctos gobiensis)*
- Grizzlybeer (Ursus arctos horribilis)
- Himalaya zwarte beer (Ursus thibetanus laniger)*
- IJsbeer (Ursus maritimus)
- Isabelbeer (Ursus arctos isabellinus)
- Kaneelbeer (Ursus americanium cinnamomum)
- Kodiakbeer (Ursus arctos middendorffi)
- Maleise beer (Helarctos malayanus)**
- Olympische zwarte beer (Ursus americanus altifrontalis)
- Syrische bruine beer (Ursus arctos syriacus)*
- Tibetaanse blauwe beer (Ursus arctos pruinosus)
- Ursus thibetanus formosanus
- Ursus americanus kermodei

### Olifanten
- Borneodwergolifant (Elephas maximus borneensis)
- Bosolifant (Loxodonta cyclotis)
- Ceylon-olifant (Elephas maximus maximus)
- Indische olifant (Elephas maximus indicus)
- Savanneolifant (Loxodonta africana)
- Sumatraanse olifant (Elephas maximus sumatrensis)

### Neushoorns
- Indische neushoorn (Rhinoceros unicornis)
- Javaanse neushoorn (Rhinoceros sondaicus)
- Noordelijke witte neushoorn (Ceratotherium simum cottoni)
- Oostelijke zwarte neushoorn (Diceros bicornis michaeli)
- Sumatraanse neushoorn (Dicerorhinus sumatrensis)*
- Zuidelijke witte neushoorn (Ceratotherium simum simum)
- Zuidelijke zwarte neushoorn (Diceros bicornis minor)
- Zuidwestelijke zwarte neushoorn (Diceros bicornis occidentalis)*

### Giraffen
- Angolagiraffe (Giraffa giraffa angolensis)
- Kordofangiraffe (Giraffa camelopardalis antiquorum)*
- Masaigiraffe (Giraffa tippelskirchi)
- Nubische giraffe (Giraffa camelopardalis camelopardalis)*
- Rothschildgiraffe (Giraffa camelopardalis rothschildi)
- Somalische giraffe (Giraffa reticulata)
- Thornicrofts giraffe (Giraffa tippelskirchi thornicrofti)*
- Tsjaadgiraffe (Giraffa camelopardalis peralta)
- Kaapse giraffe (Giraffa giraffa giraffa)*

### Antilopen
- Addax (Addax nasomaculatus)*
- Algazel (Oryx dammah)*
- Bergbongo (Tragelaphus eurycerus isaaci)**
- Bosbok (Tragelaphus scriptus)*
- Damaliscus korrigum*
- Gaffelbok (Antilocapra americana)*
- Gemsbok (Oryx gazella)*
- Laaglandbongo (Tragelaphus eurycerus eurycerus)*
- Nyala (Tragelaphus angasii)*
- Roanantilope (Hippotragus equinus)*
- Sabelantilope (Hippotragus niger)*

### Chimpansees
- Bonobo (Pan paniscus)
- Midden-Afrikaanse chimpansee (Pan troglodytes troglodytes)
- Nigeriaanse chimpansee (Pan troglodytes ellioti)
- Oost-Afrikaanse chimpansee (Pan troglodytes schweinfurthii)*
- West-Afrikaanse chimpansee (Pan troglodytes verus)

### Maki's
- Ringstaartmaki (Lemur catta)
- Rode vari (Varecia rubra)*
- Roodkopmaki (Eulemur rufus)
- Vari (Varecia variegata)

### Kapucijnaapjes
- Bruine kapucijnaap (Cebus apella)
- Cebus nigritus
- Geelborstkapucijnaap (Cebus xanthosternos)
- Witschouderkapucijnaap (Cebus capucinus)*

### Luiaarden
- Drievingerige luiaard (Bradypus tridactylus)
- Kapucijnluiaard (Bradypus variegatus)

### Mangoestes
- Witstaartmangoeste (Ichneumia albicauda)*
- Zebramangoeste (Mungos mungo)*

### Leguanen
- Antilliaanse groene leguaan (Iguana delicatissima)
- Groene leguaan (Iguana iguana)

### Slangen
- Boa constrictor (Boa constrictor)
- Dwerganaconda (Eunectes notaeus)
- Netpython (Broghammerus reticulatus)

### Varanen
- Komodovaraan (Varanus komodoensis)
- Nijlvaraan (Varanus niloticus)
- Reuzenvaraan (Varanus giganteus)*

### Flamingo's
- (Gewone) flamingo (Phoenicopterus roseus)
- Kleine flamingo (Phoeniconaias minor)
- Rode flamingo (Phoenicopterus ruber)*

### Pauwen
- Blauwe pauw (Pavo cristatus)
- Groene pauw (Pavo muticus)

### Ara's
- Blauwgele ara (Ara ararauna)
- Blauwkeelara (Ara glaucogularis)*
- Buffons ara (Ara ambiguus)
- Geelvleugelara (Ara macao)*
- Hyacinthara (Anodorhynchus hyacinthinus)
- Soldatenara (Ara militaris)*

### Andere
- Beermarter (Arctictis binturong)
- Fretkat (Cryptoprocta ferox)*
- Galapagosreuzenschildpad (Chelonoidis nigra)
- Kleine panda (Ailurus fulgens)
- Nijlpaard (Hippopotamus amphibius)
- Stokstaartje (Suricata suricatta)

Legenda
* Deze soorten zijn alleen beschikbaar in de Xbox One-versie

** Deze soorten zijn enkel verkrijgbaar via downloadbare inhoud